# 孙旭光
孙旭光（1965年8月—2021年7月15日），中华人民共和国政治人物，出生在山东省淄博市。1986年5月加入中国共产党，1988年7月参加工作，历任中华人民共和国文化部人事司处长、文化部恭王府博物馆馆长兼党委副书记、文化和旅游部恭王府博物馆馆长兼党委副书记等职务。
孙旭光任职恭王府期间，做了大量的工作，不仅在2012年带领恭王府获得全国5A级旅游景区的称号，更让恭王府在2017年晋升为国家一级博物馆。2021年7月15日在北京因病医治无效去世，享年55岁。